# Pierre-Marie Théas
Pierre-Marie Théas (Barzun, 14 september 1894 - Pau, 3 april 1977) was een Franse rooms-katholieke bisschop.

## Levensloop

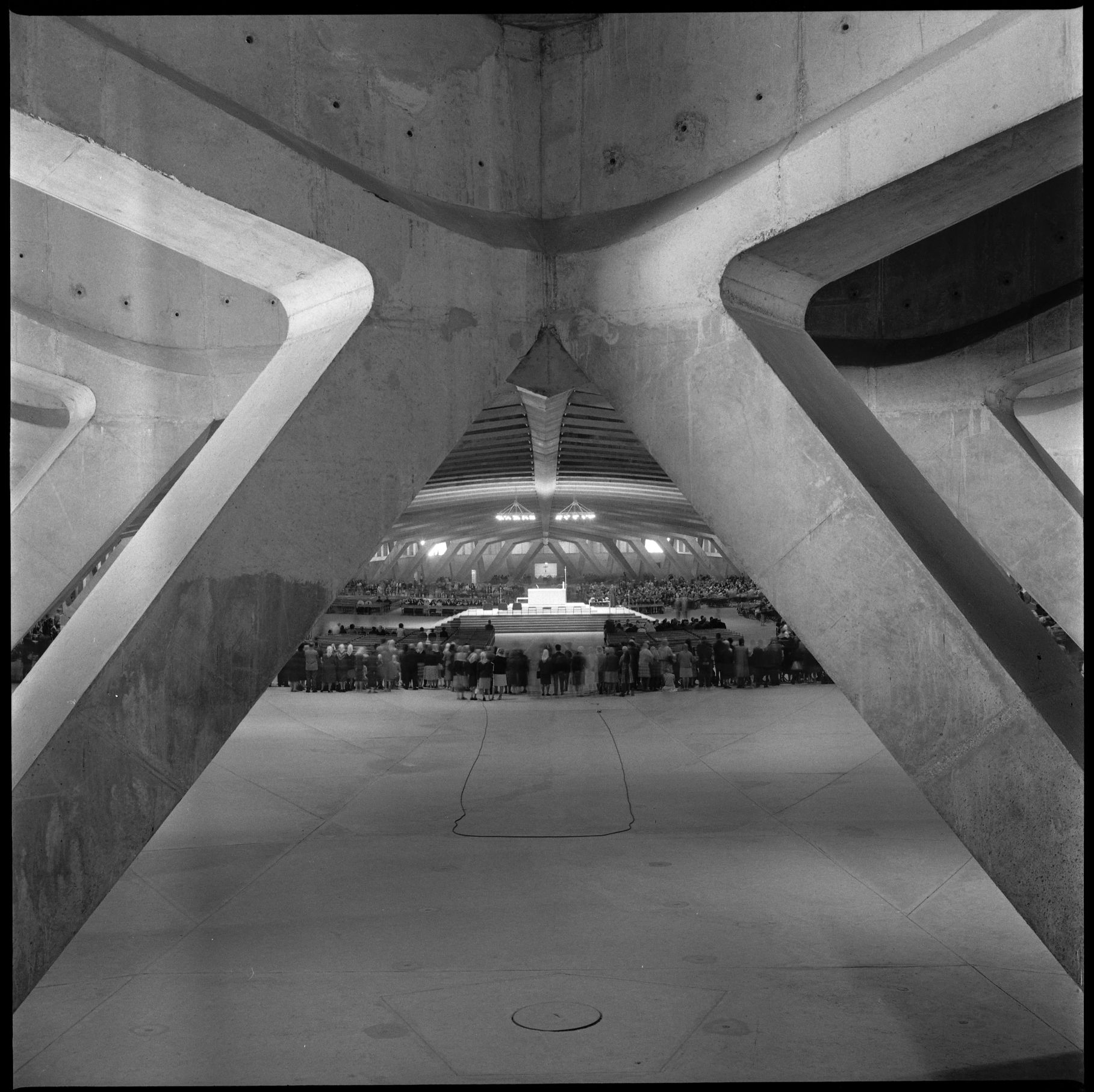
De Basiliek van Sint-Pius X (Lourdes) werd gebouwd en ingewijd onder bisschop Théas

Théas vatte priesterstudies aan in het grootseminarie van Bayonne maar moest zijn studie theologie onderbreken door de start van de Eerste Wereldoorlog. Tussen 1914 en 1919 diende hij in het  Franse leger, eerst in het 13e Infanterieregiment, later in het 173e. Hij bereikte de graad van sergeant. Hij werd in 1920 tot priester gewijd. Daarna studeerde hij nog twee jaar canoniek recht aan het Frans Seminarie in Rome. In 1922 werd hij vicaris van de kerk Saint-Martin in Pau en het jaar erop professor en directeur van het grootseminarie van Bayonne.

### Bisschop van Montauban
In 1940 werd hij aangesteld als bisschop van Montauban. Hij verzette zich tegen de antisemitische maatregelen genomen door het Vichy-regime. Nadat er in het departement Tarn-en-Garonne meer dan 200 joden waren opgepakt, liet hij op 30 augustus 1942 een pastorale brief voorlezen in alle kerken van het bisdom. Hierin veroordeelde hij de barbaarse behandeling van de joden. Hij hielp mee bij het verbergen van joden en het uitdelen van valse doopbewijzen. Nadat hij in 1944 ook de verplichte tewerkstelling van Fransen in Duitsland en de wreedheden van de Duitse bezetter had veroordeeld, werd hij gearresteerd. Tot de bevrijding bleef hij opgesloten in kamp Royallieu bij Compiègne. Na de oorlog streefde hij naar de verzoening tussen Frankrijk en Duitsland en hij was met de Franse lerares Marthe Dortel-Claudot oprichter van de organisatie Pax Christi.

### Bisschop van Tarbes en Lourdes
In 1947 werd Théas aangesteld als bisschop van Tarbes en Lourdes. Hij nam deel aan het Tweede Vaticaans Concilie. In 1970 ging hij met emeritaat en werd benoemd tot titulair bisschop van Sanctus Germanus. Hij werd begraven in de kathedraal van Tarbes.